# Winkerkelle

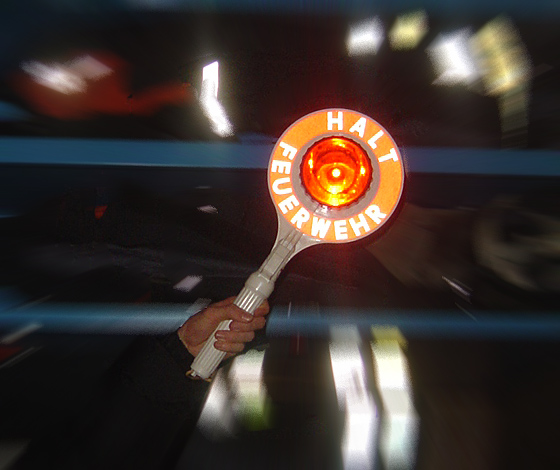
Winkerkelle der Feuerwehr

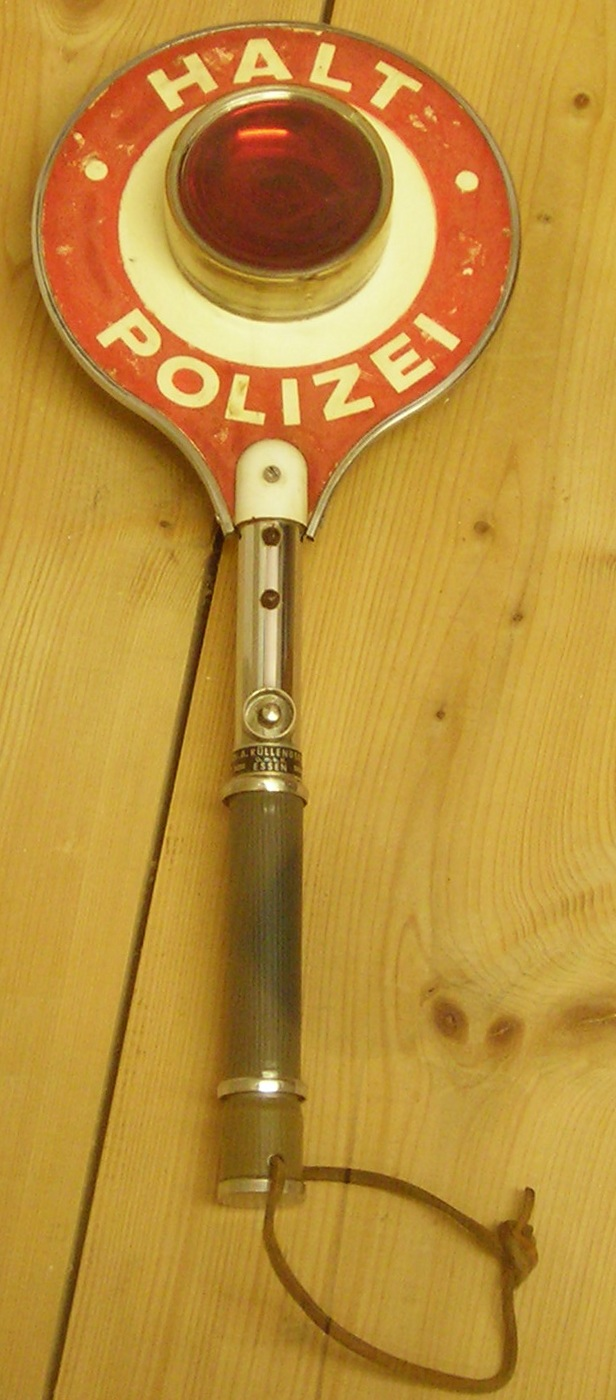
Historische Polizei-Winkerkelle

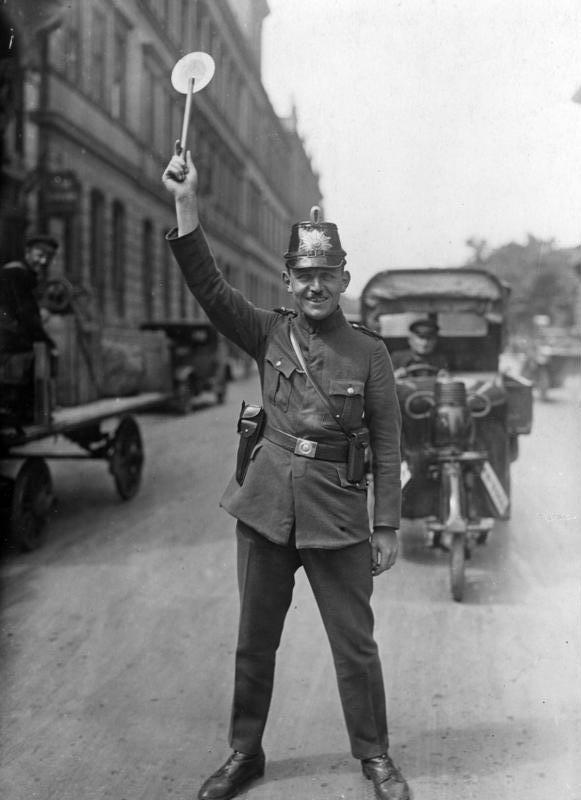
Verkehrsposten der Berliner Schutzpolizei 1924

Die Winkerkelle (auch: Anhaltekelle, Anhaltestab, Polizeianhaltestab, Haltekelle, Signalstab, umgangssprachlich Polizeikelle) ist ein Verkehrsleitgerät, das u. a. von der Polizei, vom Zoll, vom THW, den Feldjägern und der Feuerwehr sowie teilweise von Schülerlotsen im Straßenverkehr eingesetzt wird.
Außerdem können Führungshandzeichen mit ihnen übermittelt werden.
Des Weiteren kann eine Winkerkelle bei Kutschen und Oldtimern ohne Fahrzeugbeleuchtung als Fahrtrichtungsanzeiger eingesetzt werden.
Es handelt sich dabei um eine Scheibe mit einem Stab als Handgriff, welche meist auf der einen Seite mit einem roten und auf der anderen Seite mit einem grünen Kreis versehen ist. In der Mitte des jeweiligen Kreises befindet sich eine Lampe in der entsprechenden Farbe oder eine neutrale Lampe mit gefärbter Lampenabdeckung, die über einen Schalter am Haltegriff bedient werden kann. Zur besseren Sichtbarkeit bei Nacht sind die Kreise meist retroreflektierend ausgeführt. Die Winkerkellen tragen manchmal zusätzlich eindeutige Aufforderungen bzw. Hinweise wie etwa HALT oder STOP und die Bezeichnung der Organisation, wie Polizei, Zoll oder Feuerwehr.
Es gibt aber auch einfachere, die jeweils ein rotes und grünes Katzenauge an einem Holzstab befestigt haben.

## Gesetzliche Lage bei Verwendung in Deutschland
Ordnungswidrig im Sinne des § 24 des Straßenverkehrsgesetzes handelt u. a., wer vorsätzlich oder fahrlässig entgegen § 36 Abs. 1 bis 4 StVO ein Zeichen oder eine Weisung oder entgegen Abs. 5 Satz 4 ein Haltgebot oder eine Anweisung eines Polizeibeamten nicht befolgt.
Beschluss Bayerisches Oberstes Landgericht vom 22. November 1974 (5 St 627/74 OWi): „§ 36 Abs. 1 Satz 1, Abs. 5 StVO. Ein Verkehrsteilnehmer, der ein Haltegebot, das ihm von einem Polizeibeamten in Zivilkleidung aus einem nicht als Polizeifahrzeug kenntlich gemachten Kraftwagen heraus mit einer Anhaltekelle gegeben wird, in der Annahme unbeachtet lässt, es handle sich um den Scherz eines Unbefugten, handelt nicht ohne weiteres fahrlässig.“